# Adolfo Bordoni
Adolfo Bordoni (Foligno, 10 gennaio 1905 – Foligno, 3 aprile 1962) è stato un ciclista su strada italiano, attivo come indipendente dal 1929 al 1933.
Il suo miglior risultato fu un secondo posto al Giro dell'Emilia 1929; fu anche secondo alla Roma-Ascoli Piceno 1932, terzo al Giro del Casentino 1928, alla Coppa Caivano 1931 e alla Coppa Bologna 1932.

## Palmarès
- 1932 (dilettanti)

Coppa Mariani-Bartolini